# Bürstenfabrik Geschwister Bruckmayer
Die Bürstenfabrik Geschwister Bruckmayer in der Brunnhausgasse 1a befindet sich am westlichen Rand der Ingolstädter Altstadt und ist unter der Aktennummer D-1-61-000-666 in der Denkmalliste Bayern eingetragen.

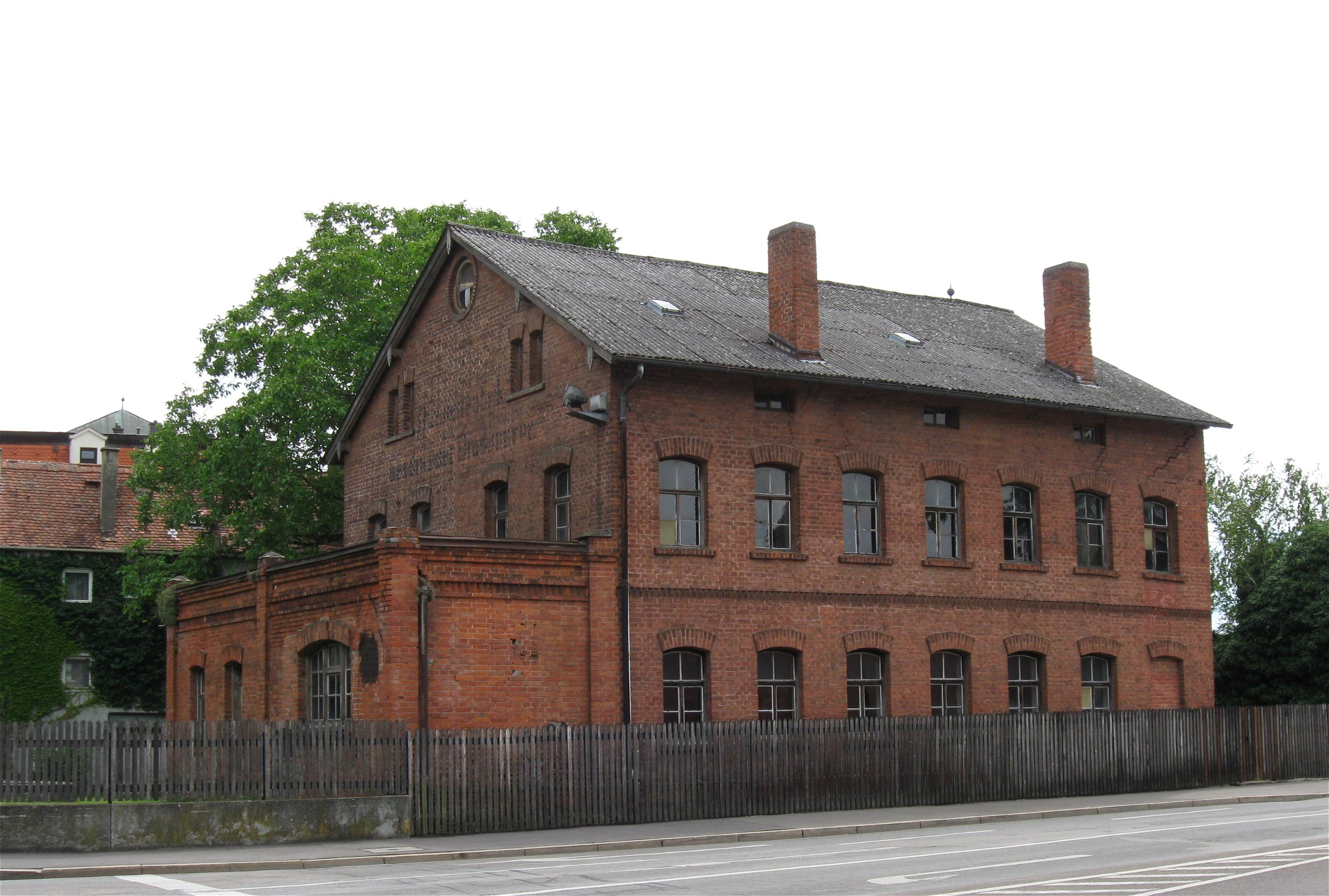
Westfassade

## Geschichte
Im Jahr 1895 ließen sich Bürstenfabrikant August Bruckmayer und Frau Katharina Hofer das Werksgebäude am Kreuztor errichten. Bei der Bürstenfabrik Geschwister Bruckmayer handelt es sich um einen freistehenden gegliederten Sichtziegelbau mit Stichbogenfenstern. 1903 folgte ein eingeschossiger Anbau an der nördlichen Giebelseite.

## Firma Bruckmayer
Die Firma Bruckmayer wurde 1758 gegründet und produzierte ab 1895 Bürsten in der Bürstenfabrik am Kreuztor. 1900 erhielt die Firma den Titel Königlich Bayerischer Hoflieferant. 1932 übernahm Bernhard Bruckmayer und Bruder Max die Leitung der Bürstenfabrik. Die Produktion lief bis ins Jahr 1991, als der letzte große Abnehmer, Schubert & Salzer, wegfiel.

## Baudenkmal
Die ehemalige Bürstenfabrik steht unter Denkmalschutz und ist im Denkmalatlas des Bayerischen Landesamtes für Denkmalpflege und in der Liste der Baudenkmäler in Ingolstadt eingetragen.